# 濱風號列車
濱風（日语： Hamakaze */?）是西日本旅客鐵道（JR西日本）主要運行在大阪和香住、濱坂、鳥取之间，途徑東海道本線、山陽本線、播但線和山陰本線的特急列車。
濱風號串連了包括兵庫縣但馬地方、該縣西部的主要城市姫路市、兵庫縣廳所在地神戶市及大阪市等幾個近畿地方的主要地區，是JR西日本特急列車「北近畿大X網絡」的組成部分。

## 運行概況
截至2016年3月26日的運行概況如下。

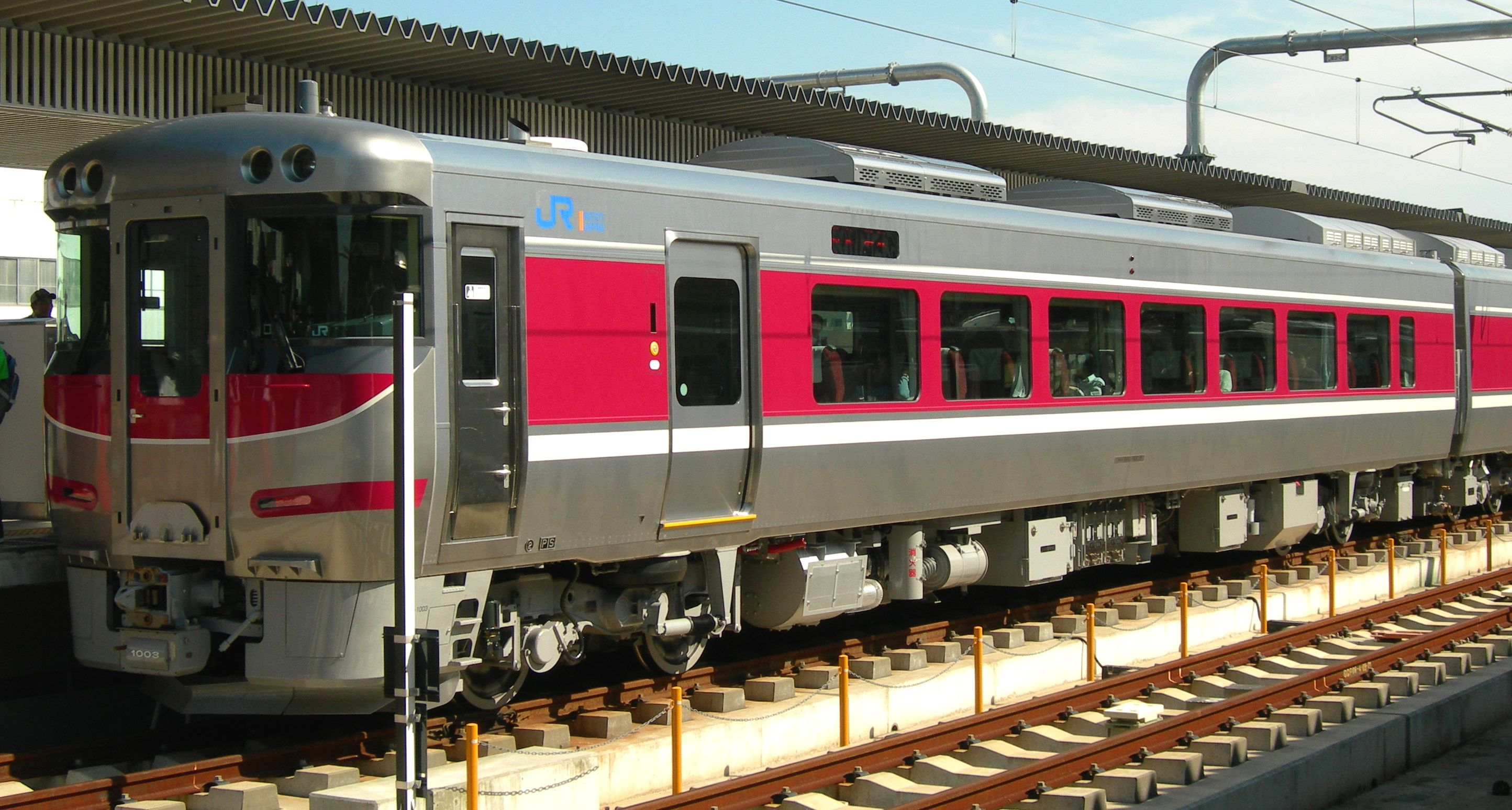
「濱風」Kiha189系（姫路，2010年2月17日）

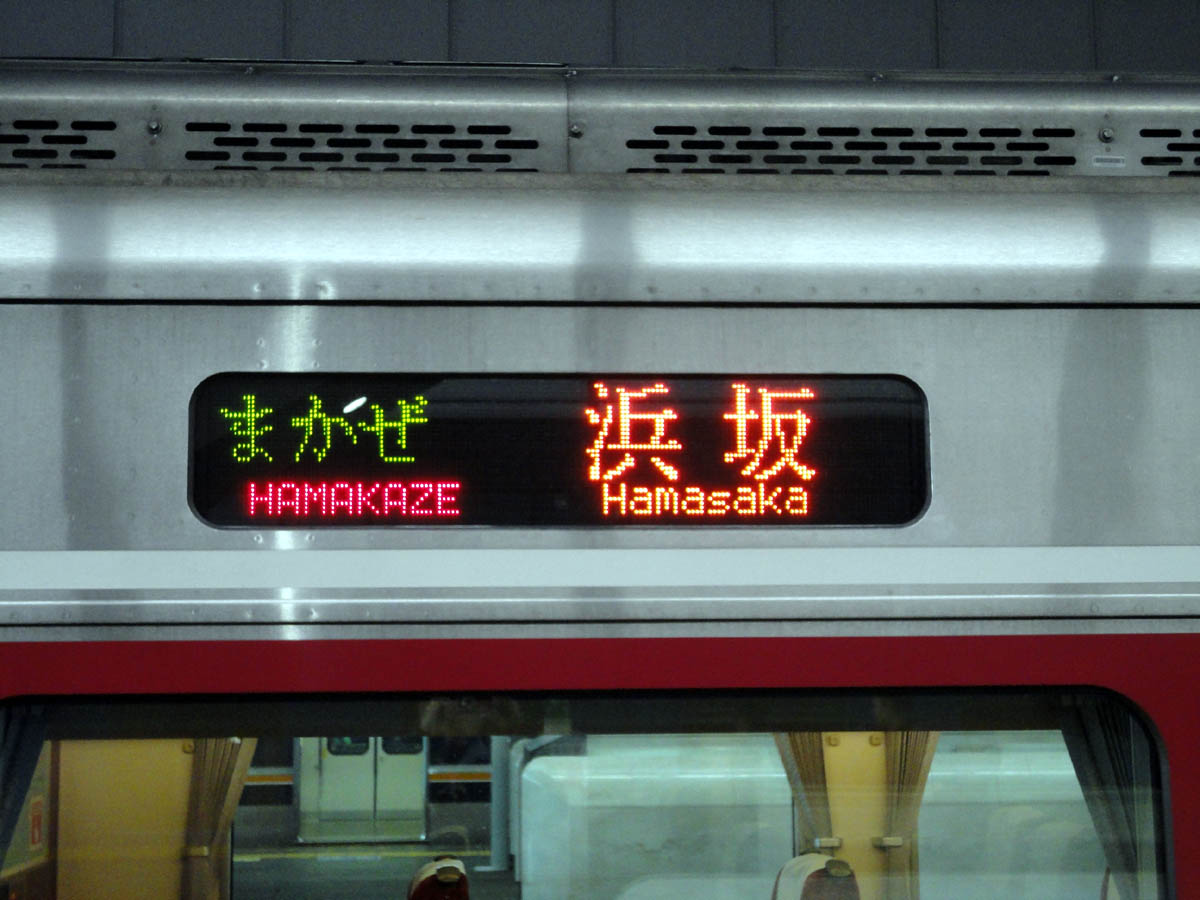
目的地表示

大阪 - 香住間（3、6号）、大阪 - 濱坂間（1、4号）、大阪 - 鳥取間（2、5号）各1往復、合計運行3個往復班次。其中，3、6号在多客時會延長運行至濱坂。另外，大阪 - 浜坂間で設有臨時列車1個往復（81・82号）。
在Kiha 189系投入運行的同時，由沿線自治体進行了沿線月台、信號設備等地面設施的整備改良工作，完成地面設備部分改善工作後，從2012年3月17日的時間表修訂開始加快了運行速度，所需時間縮短了15分鐘。

### 停車站
大阪 - 三之宮 - 神戶 - 明石 - （西明石） - （加古川） - 姬路 - 福崎 - 寺前 - 生野 - （竹田） - 和田山 - 八鹿 - 江原 - 豐岡 - 城崎温泉 - 竹野 - 香住 - 濱坂 - 岩美 - 鳥取
- 1号、4号於竹田站通年停車。
- 「螃蟹日帰特快」（かにカニ日帰りエクスプレス）期間（11月上旬 - 3月中旬），一部分列車在加古川・佐津臨時停車[4]。
- 自2013年4月下旬（27日）以來，假日時間表的濱風6號在竹田站臨時停車[5]。之後，濱風3號也有臨時停車，同年10月19日起在平日也停車。 但是，平日和假日的臨時停車都是季節限定（至2013年12月1日）。

### 最高速度
大阪-姫路間 120km/h
姫路-福崎間 95km/h
福崎-寺前間 110km/h
寺前-香住-濱坂-鳥取間 95km/h

### 使用車輛
2010年11月7日起使用吹田綜合車輛所京都支所所属的Kiha189系氣動車運行。不設綠色車廂，基本使用只設普通車的3輛編成運行，其中有1-2輛為指定席。多客時以2編成連結為6輛運行。2021年3月13日起改為全席指定席。
濱風號開始運行時，由1972年至1982年使用Kiha80系氣動車，1975年前倉吉站到發列車設有餐車（Kishi80形）。1982年起使用
Kiha181系氣動車，經過長期使用後由於車輛老化，最後在2010年11月6日替換為Kiha189系行走。此後定期列車不再運用Kiha181系氣動車。

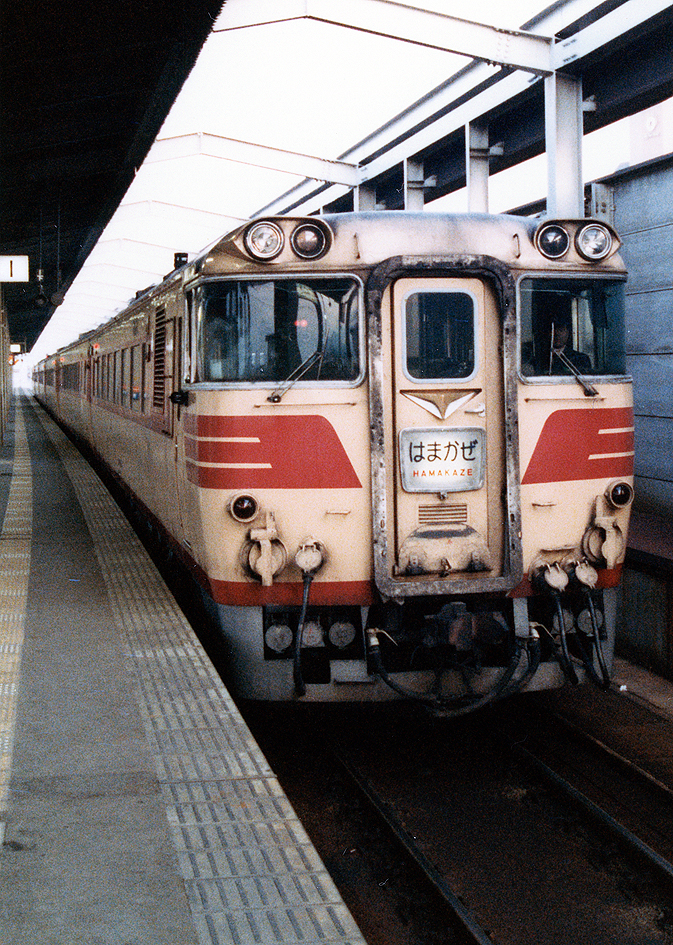
Kiha80系「濱風」（1982年 鳥取站）
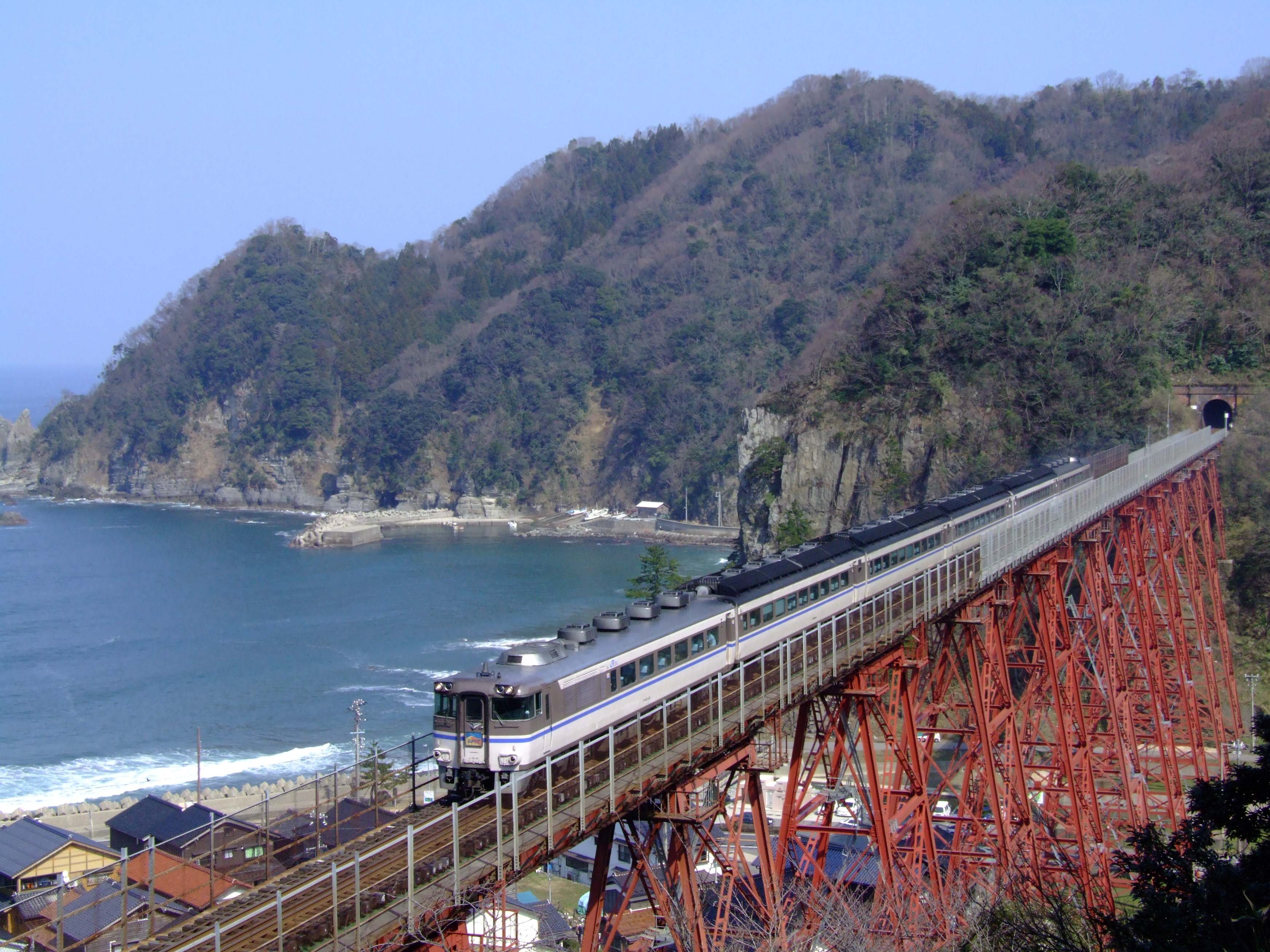
Kiha181系「濱風」經過仍為鐵橋的余部橋（2006年3月7日）
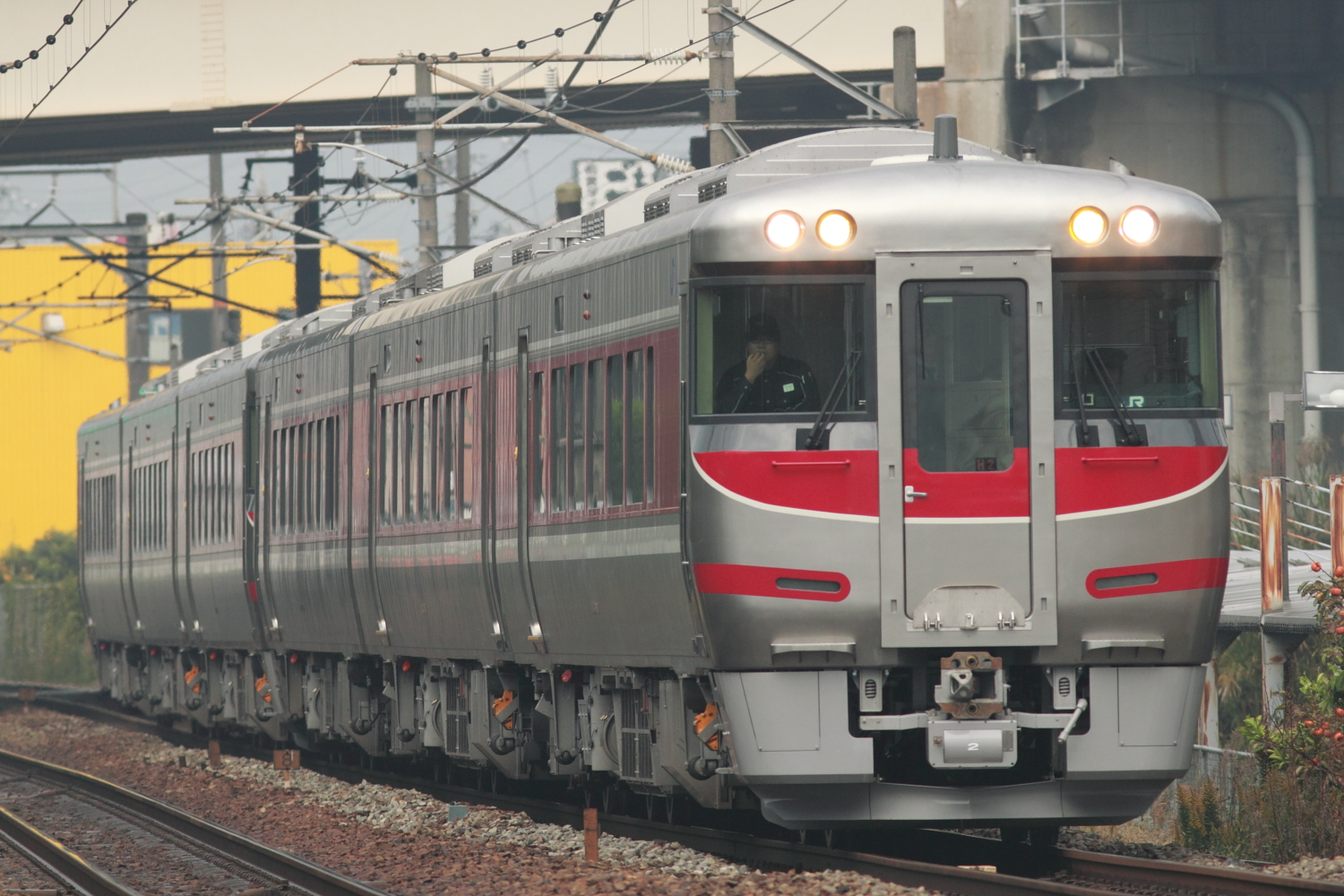
Kiha189系「余部橋」（2010年11月7日）

## 臨時列車

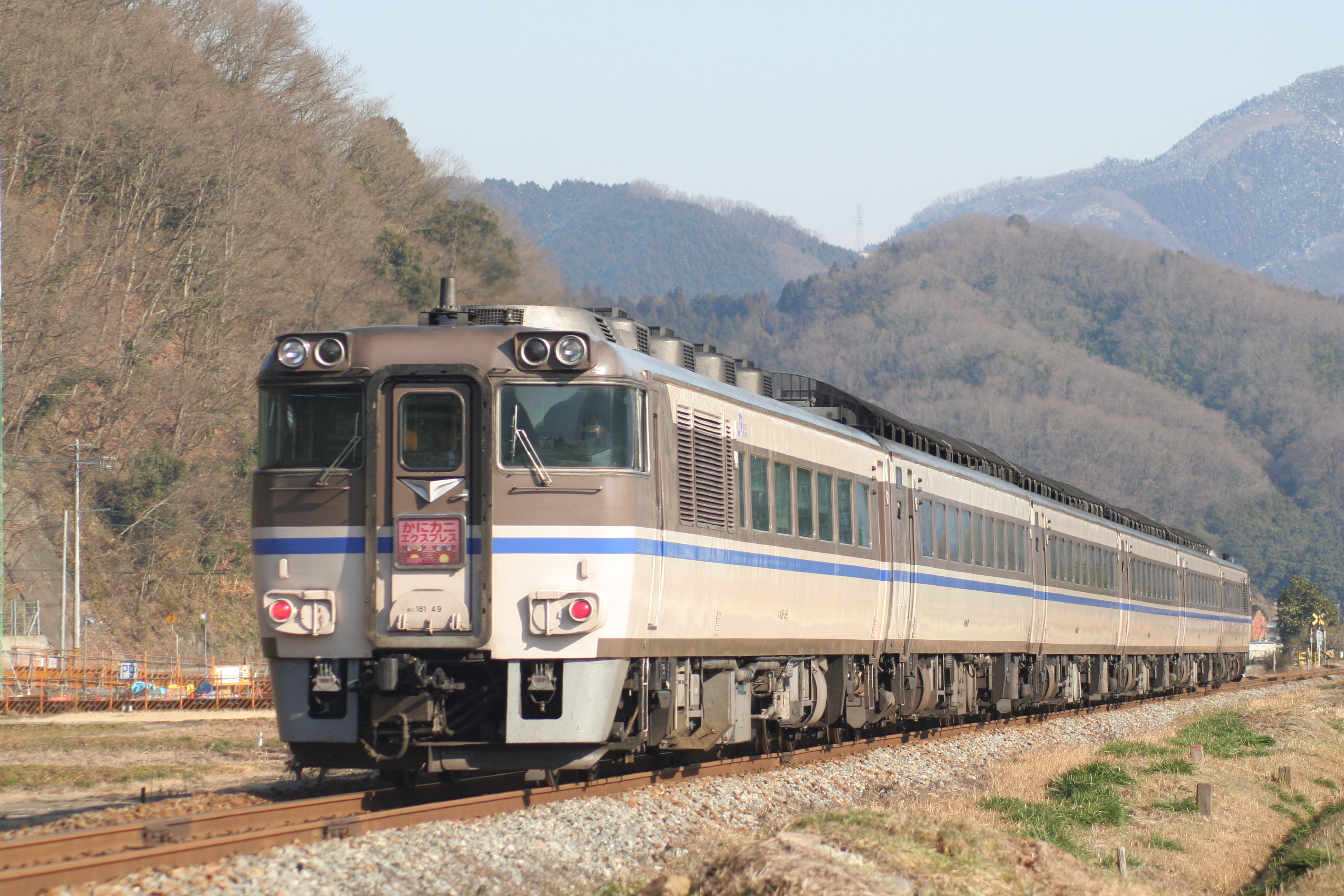
「螃蟹濱風」（2010年1月17日 竹田駅 - 和田山駅間）

### 螃蟹濱風

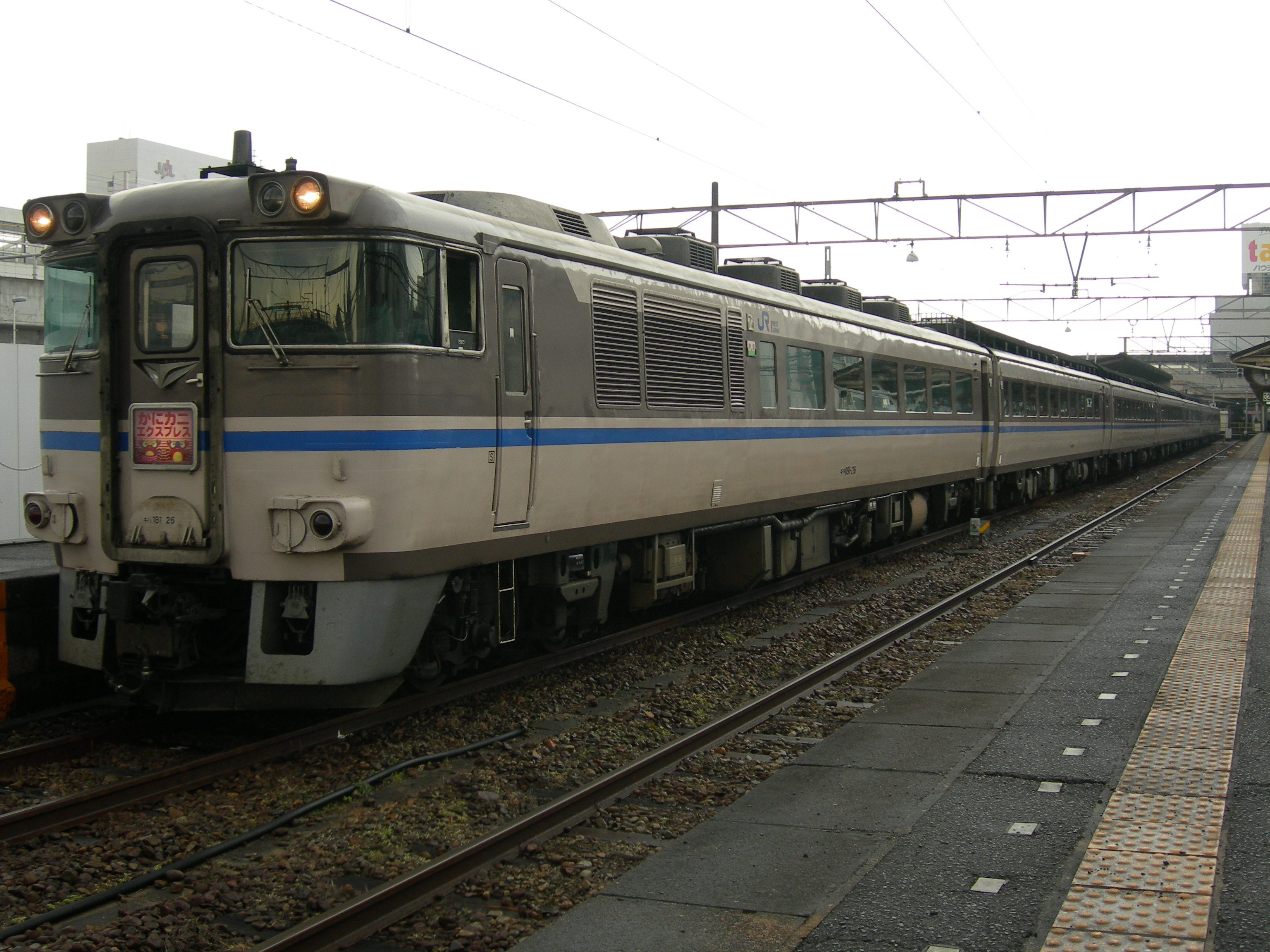
「螃蟹濱風」Kiha181系（姫路，2008年2月10日）

11月到3月的螃蟹季節期間的週末和假日在大阪 - 濱坂間運行。停車站基本上與濱坂站到發的「濱風」一樣。

### 螃蟹但馬
1999年至2004年間在大阪 - 濱坂間運行。

## 播但線優等列車沿革
- 1952年（昭和27年）　大阪站～城崎站（現:城崎溫泉站）間經由播但線開始運轉的臨時快速列車「但馬」。
- 1953年（昭和28年） 大阪站～城崎站間經由播但線的臨時快速列車「Yuami（ゆあみ）」開始運轉。
週末運轉下行為星期五、上行為星期日。
- 1955年（昭和30年） 「但馬」定期列車化。
- 1956年（昭和31年） 「但馬」上行始發站變更為香住站。
- 1958年（昭和33年） 「但馬」延長至濱坂站。臨時列車「Yuami」準急列車化。
- 1960年（昭和35年） 「但馬」升級為準急列車。同時變更為運轉區間大阪站～鳥取站。
- 1961年（昭和36年） 「但馬」名稱變更為漢字（以前使用）。
- 1962年（昭和37年） 「但馬」設定為姫路站發著。
- 1965年（昭和40年） 「Yuami」名稱變更為「但馬」。增發1往復、「但馬」4往復。
- 1966年（昭和41年） 由於準急列車制度的變更「但馬」升級為 急行列車。
- 1971年（昭和46年） 使用Kiha80系、臨時特別急行列車「Yuami」於秋季、「橋立」於冬季週末運轉、為首次於播但線運轉。
- 1972年（昭和47年）  經由福知山線的特急「舞鶴」的輔助列車、使用Kiha80系、新大阪站・大阪站～鳥取站・倉吉站間經由播但線的特別急行列車「濱風」開始運轉。
  - 「濱風」於播但線内無停車、為了與急行「但馬」作出差別。
- 1975年（昭和50年）倉吉行變更為米子站行、鳥取・米子～小郡間新設特急「隱岐」共通運用開始。
- 1976年（昭和51年）「隱岐」使用車輛變更為Kiha181系、米子行再變更為倉吉行。
- 1982年（昭和57年）「八雲」電車化後原柴油車輛再利用，變更為Kiha181系。
- 1985年（昭和60年） 全列車鳥取站發著。
- 1986年（昭和61年） 福知山線電化後，特急「舞鶴」於播但線內運轉終了。因應措施為以倉吉站・米子站發著的列車運轉開始。同時、「但馬」減少大阪站～豐岡站間運行列車和姫路站～濱坂站間減為2往復。
- 1989年（平成元年） 「但馬」 大阪站發著降級為臨時列車。定期列車全列車姫路站發著。
- 1993年（平成5年） 全列車大阪站發著。
- 1994年（平成6年） 智頭急行智頭線開業。特急「超級白兔」運轉開始、運轉區間縮短為大阪站～濱坂站・鳥取站。由3往復減為2往復、大阪站～濱坂站間、大阪站～鳥取站間各1往復。
- 1995年（平成7年） 阪神大地震的影響，1月17日和3月31日全區間休止。
- 1998年（平成10年） 播但線内的停車站追加生野站。
- 1999年（平成11年） 限於多客期於香住站發著的列車變更為全年於香住站發著。
- 2006年（平成18年） 隨著山陰本線余部鉄橋替換而紀念的「鐵橋Summit」開始，運行列車於姫路站～濱坂站間急行列車「餘部」。
使用車輛為Kiha58・Kiha282輛一組4輛編成。採用金澤綜合車輛所・越前大野鐵道部所屬車國鐵色、全車座席對號座位。
- 2009年（平成21年） 6月1日開始禁止吸煙[18]。
- 2010年（平成22年） 開始了Kiha189系車輛的運用、結束了Kiha181系車輛的運用[19][20]。
- 2011年（平成23年） 2月28日中止了車內銷售[21]。
- 2016年（平成28年）3月26日：1号、4号開始全年於竹田站停車[22]。
- 2019年（平成31年）3月16日：5号新設西明石・加古川停車站[23]。
- 2021年（令和3年）3月13日：全列車全席指定席化[24]。

## 外部連結
- JR西日本 車輛案內 - 濱風 Kiha189系 （页面存档备份，存于）